# Hovaspis perinetensis
Hovaspis perinetensis är en insektsart som beskrevs av Mamet 1954. Hovaspis perinetensis ingår i släktet Hovaspis och familjen pansarsköldlöss.
Artens utbredningsområde är Madagaskar. Inga underarter finns listade i Catalogue of Life.